# Prittlewell
Prittlewell é um distrito dentro da cidade de Southend-on-Sea, Essex. Historicamente, Prittlewell é a cidade original, sendo Southend o extremo sul de Prittlewell. A aldeia de Prittlewell foi originalmente centrada na união de três estradas principais, East Street, West Street e North Street, que foi estendida para o sul no século XIX e renomeada como Victoria Avenue. Os principais edifícios administrativos em Southend estão localizados ao longo da Avenida Victoria, embora Prittlewell seja agora principalmente uma área residencial, servida pela estação ferroviária de Prittlewell.

## História

### Pré-história
Humanos se estabeleceram pela primeira vez em Brook Prittle, há pelo menos 10 000 anos, no final da Idade da Pedra. Pouco parece ter afetado a vida em Prittlewell, pois sua população gradualmente evoluiu de seu caráter original de caçadores-coletores para uma existência mais estável durante a Idade do Bronze e do Ferro.

### Ocupação Romana
A ocupação romana começou a influenciar a área com a construção de casas de estilo romano, provavelmente uma casa de fazenda ou vila, perto do riacho no que hoje é o Priory Park. A introdução de novas ideias, novas habilidades e estruturas sociais sob essa influência romana teriam trazido mudanças significativas para a área. A descoberta de locais de enterro romanos durante a construção de rodovias e ferrovias nas décadas de 1920 e 1930 indicou que o assentamento era bem desenvolvido e de alguma significância, embora nenhuma construção proeminente tenha sido preservada.

### Saxões e vikings
Após o declínio da Britânia Romana, a área ficou sob a influência de invasores saxões, ao longo do tempo se estabeleceu como parte do reino dos saxões orientais. Durante esse período (em grande parte nos séculos V e VI), surgiu o histórico nome saxão de Prittleuuella. Há também evidências arqueológicas de que uma pequena capela foi erguida no local da atual Igreja de Santa Maria a Virgem no início do século VII, possivelmente por volta do reinado de Sæberht de Essex.

#### Túmulo saxão real
As obras de construção de 1923 e 1930 que revelaram enterros romanos também revelaram evidências de numerosos enterros anglo-saxões, um número significativo de enterros de alto status ou guerreiros contendo armas, bens importados, joias e contas decorativas, algumas das quais foram feitas de vidro. O alto status da área durante o período anglo-saxão foi confirmado pela descoberta de uma câmara funerária  do século VII, intacta, em 2003, que foi chamada de Tutancâmon inglês. O local do enterro foi descoberto por operários que faziam a construção  de uma rodovia, e goi explorado por arqueólogos do Museu de Arqueologia de Londres, que foram contratados para preparar o local antes de um esquema de ampliação da estrada. Em 2009, após a oposição local, o esquema foi abandonado e o congestionamento do tráfego facilitado pelas obras para um local de estrada diferente.
O conteúdo incomumente rico e sua condição excitaram os arqueólogos, sendo descritos como "únicos" pelo Museu de Londres. Uma descrição mais completa da escavação e dos artefatos da câmara mortuária, pensada para ser de Saebert de Essex, pode ser vista no dedicado site do Museu de Londres. A história da escavação também foi considerada tão significativa quanto a ser o tema de um documentário especial intitulado "King of Bling", como parte da série Time Team.

### Época Medieval
Na época da Pesquisa Domesday em 1086, as duas mansões na área que hoje é Prittlewell eram Prittlewell e Milton, a primeira pertencente a Swein de Essex e a última pelo Priorado da Santíssima Trindade, Canterbury (atual Catedral de Canterbury ). No século XII, Robert de Essex, também conhecido como Robert FitzSwein, fundou o Priorado de Prittlewell como uma célula do Priorado Cluniac de St Pancras, Lewes. A carta de fundação incluía a mansão e a igreja de Prittlewell. Neste momento, as terras do priorado se estendiam até a beira-mar. Devido a isso, quando um acordo de pesca foi feito há 3  km ao sul do convento no século XIV, ainda era considerado como parte de Prittlewell e como tal foi nomeado Stratende, Sowthende ou South-End. Deste assentamento, a cidade moderna de Southend-on-Sea cresceu. Ao longo de um período de cerca de duzentos anos, a Igreja Paroquial, Santa Maria, foi substancialmente ampliada, atingindo seu tamanho atual com a adição de sua torre em meados do século XV. Na época da dissolução Tudor dos mosteiros por Henrique VIII, o convento, que a essa altura havia se transformado em um amplo complexo, foi fechado e as terras foram tomadas pela coroa.

### Século XIX

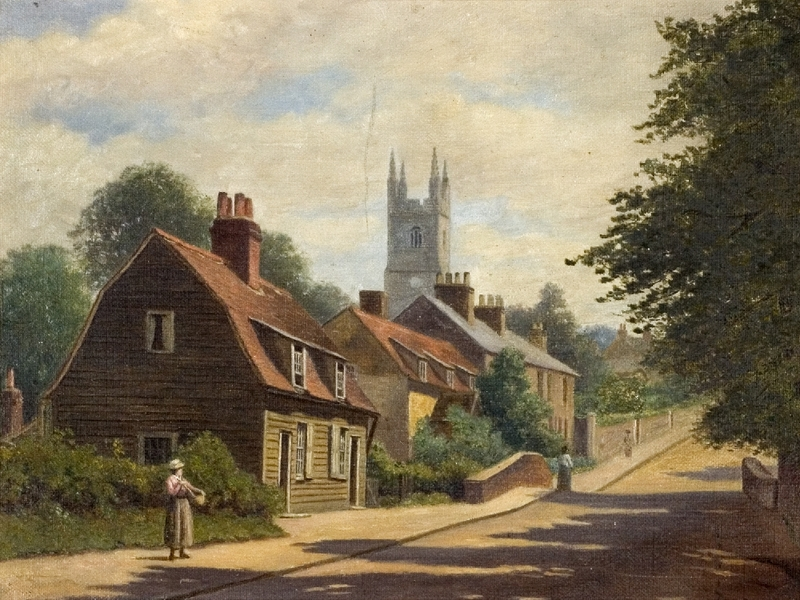
Prittlewell de Alfred Bennett Bamford

Southend foi desenvolvida como uma estância balnear no século XVIII, e no século XIX, Prittlewell foi considerada pelos visitantes de Southend como "uma aldeia atraente no interior". Em 1848, Prittlewell foi descrito no White's Directory of Essex como "uma aldeia limpa e bem construída, com muitas casas modernas com vista para o estuário do rio Tâmisa, 1,5 km a noroeste de Southend e 3 milhas ao sul de Rochford". As ligações entre Prittlewell e Southend foram melhoradas em 1889 quando uma estrada, chamada Victoria Avenue, foi construída entre a encruzilhada da vila pela igreja de Southend e em 1892, quando a estação ferroviária de Prittlewell foi construída na Great Eastern Railway, ligando Southend e Londres. O ano de 1892 também viu a fundação do Municipal de Southend-on-Sea, que assumiu a responsabilidade por Prittlewell de um conselho local anterior.

### Século XX
O antigo priorado, que pertenceu à família Scratton, foi comprado pelo joalheiro local e benfeitor R. A. Jones e foi entregue ao povo de Southend como Priory Park. Em 1901, Eric Kingham Cole nasceu em Prittlewell e passou a formar a EKCO, uma fabricante de rádio, TV e plástico, em 1924. Em 1930, ele construiu uma grande fábrica em frente ao Priory Park, mas em 1966 o lado dos eletronicos da fábrica foi fechado (exceto pelo departamento de reparo de rádio de carros, que foi fechado em 1977). O Access (cartão de crédito) mudou-se para a fábrica em 1972, mas com os negócios mudando na década de 1990, o Royal Bank of Scotland saiu, deixando a fábrica de plásticos EKCO (agora Linpac) como a única operadora no site. Isso foi encerrado em 2007 e todo o local foi demolido em 2012, com uma combinação de habitação e desenvolvimento comercial (e um novo Havens Hospice) sendo concedida permissão de planejamento em 14 de janeiro de 2015.

## Geografia
O Prittlewell moderno se estende do cruzamento da Igreja de Santa Maria ao Aeroporto London Southend, na fronteira entre Southend e Rochford.

## Demografia
No censo de 2001 do Reino Unido, a ala eleitoral de Prittlewell tinha uma população de 9.478. A etnia foi de 95,1% de brancos, 1% de raça mista, 2,8% de asiáticos, 0,5% de negros e 0,6% de outros. O local de nascimento dos residentes foi de 93,9% no Reino Unido, 0,8% na República da Irlanda, 1,2% em outros países da Europa Ocidental e 4,1% em outros lugares. A religião foi registrada como 71,2% cristã, 0,3% budista, 1,2% hindu, 0% sikh, 1,1% judaica e 1,7% muçulmana. 16,2% foram registrados como não tendo religião, 0,3% tinham religião alternativa e 8,0% não declararam sua religião.
A atividade econômica dos residentes com idades compreendidas entre 16 e 74 anos foi de 39,5% no emprego a tempo inteiro, 12,6% no trabalho a tempo parcial, 9,6% trabalhadores por conta própria, 3,3% desempregados, 2,3% com emprego, 2,9% sem emprego, 16,5% aposentados, 6,3% cuidando de casa ou família, 4,5% permanentemente doentes ou incapacitados e 2,6% economicamente inativos por outras razões. Os empregos estavam distribuidos entre os residentes em 15,8% de varejo, 11% de fabricação, 8,1% de construção, 11,6% de imóveis, 12,9% de saúde e assistência social, 7% de educação, 6,2% transportes e comunicações, 6,7% administração pública, 2,8% hotéis e restaurantes, 11,7% de financiamento, 0,7% de agricultura e 5,5% de outros. Em comparação com os números nacionais, a ala tinha uma proporção relativamente alta de trabalhadores em finanças, saúde e trabalho social. Dos residentes da ala com idade entre 16 e 74 anos, 14,4% tinham uma qualificação de ensino superior ou equivalente, em comparação com 19,9% em todo o país. De acordo com estimativas do Office for National Statistics, durante o período de abril de 2004 a março de 2005, a renda semanal bruta média das famílias foi de £ 590, em comparação com uma média de £ 650 no Sudeste da Inglaterra.

## Marcos
Apenas uma pequena proporção da aldeia histórica de Prittlewell permanece de pé; as ruínas e restos do Priorado, visíveis no Priory Park; Igreja de Santa Maria; Um prédio recentemente restaurado após danos causados por incêndios, embora mais recentemente uma padaria, agora um agente imobiliário apropriadamente chamado Tudor Estates; bem como um número de casas públicas, o mais famoso dos quais é o Javali Azul. O local é famoso por ser o local onde Southend United FC foi fundado, no entanto, o edifício que atualmente se encontra lá é de construção vitoriana, como o edifício original foi destruído pelo fogo. Desde 1955, Prittlewell tem sido o lar do Southend United FC no seu terreno Roots Hall, e tem sido desde a década de 1960 para um mercado semanal que acontece em uma quinta-feira. Southend planeja se mudar desse local, e a Sainsbury atualmente tem permissão para construir um supermercado no local de Roots Hall, apartamentos de St. Mary, a antiga Eastern Bus Garage/antiga Prospects College e as lojas na esquina da Victoria Avenue e Fairfax Drive.

## Esportes
Prittlewell é o lar dos times de futebol Ecko Whitecaps e Prittlewell Badgers.

## Galeria

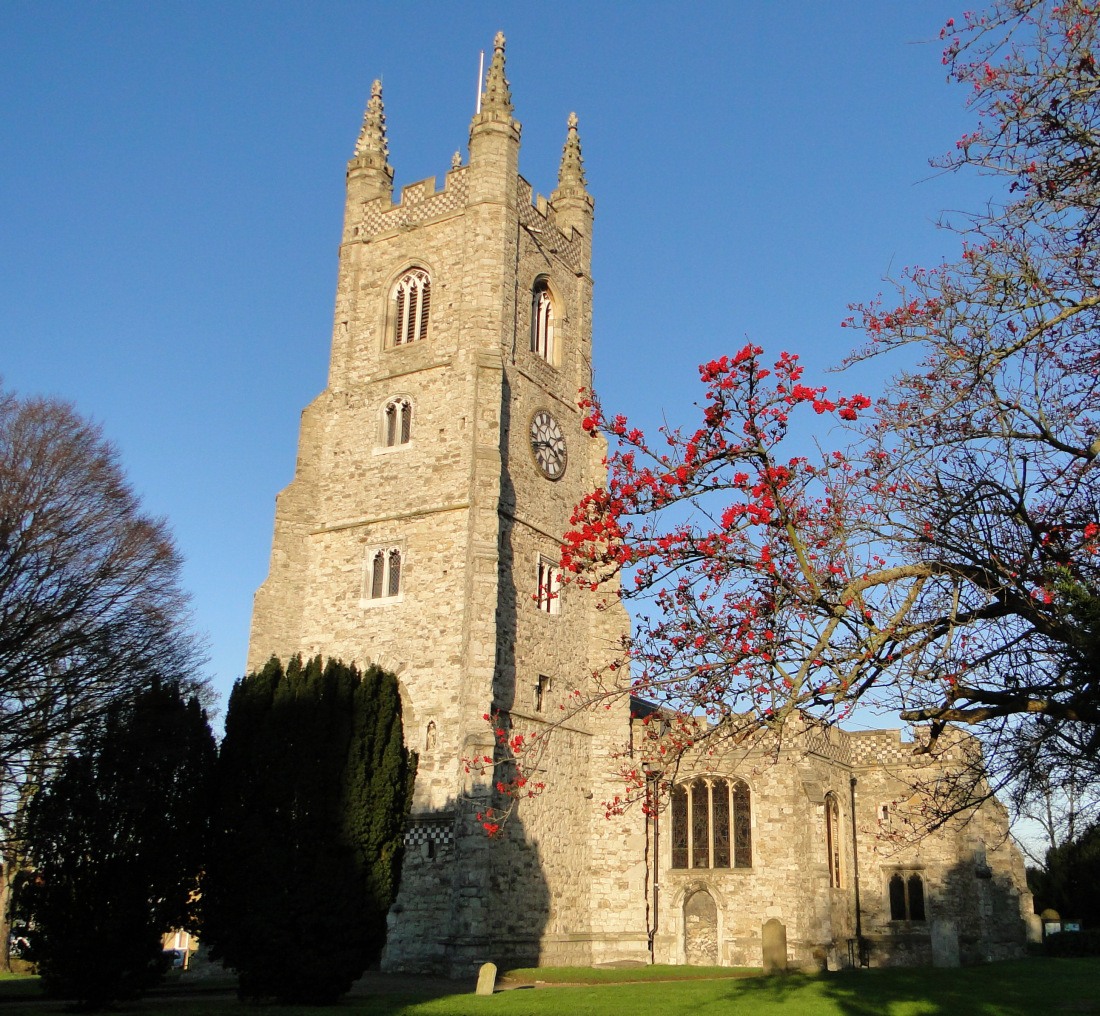
Igreja de Santa Maria, Prittlewell
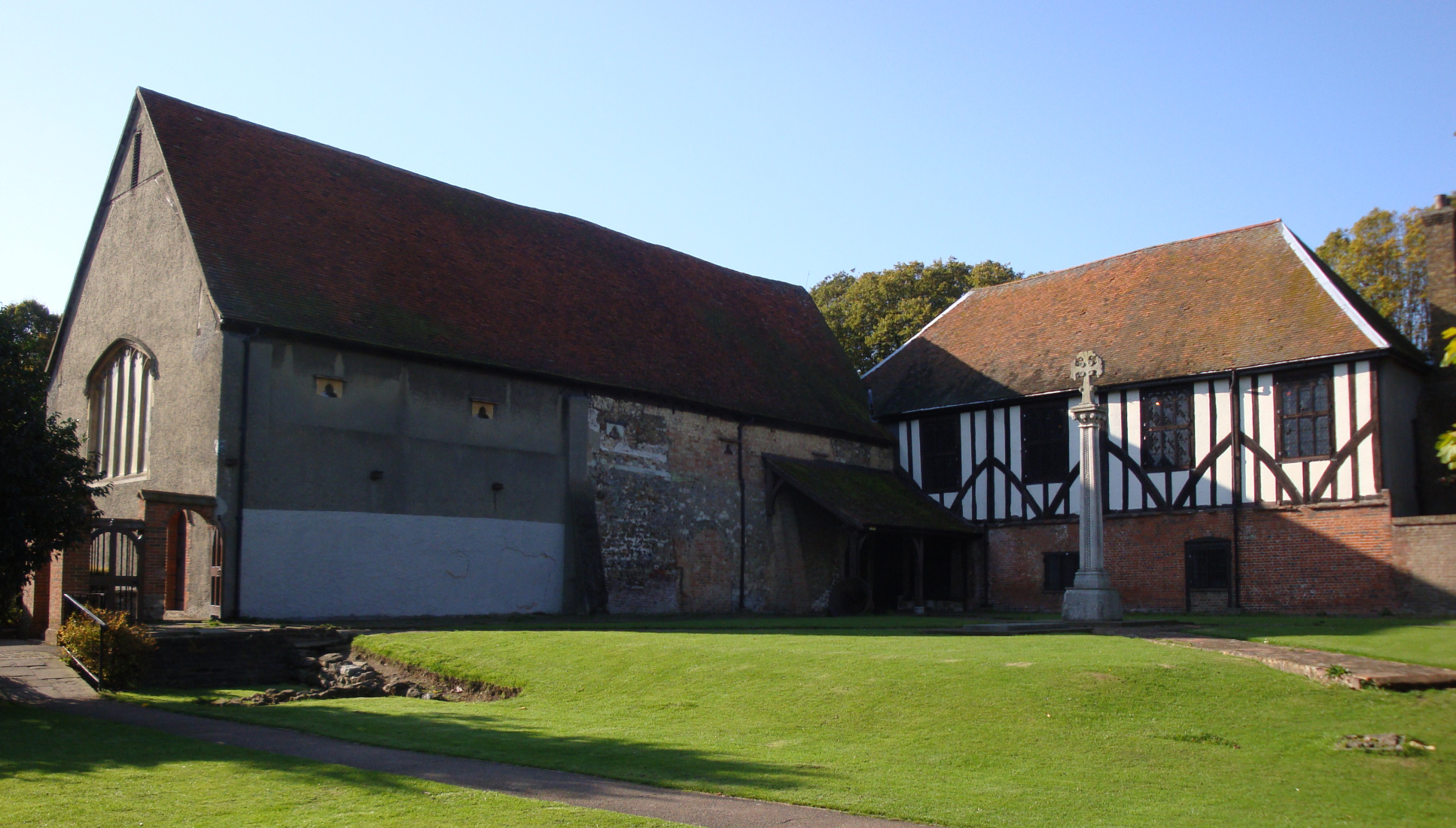
Restos do Priorado Cluniac de St Mary Prittlewell nos terrenos do Priory Park
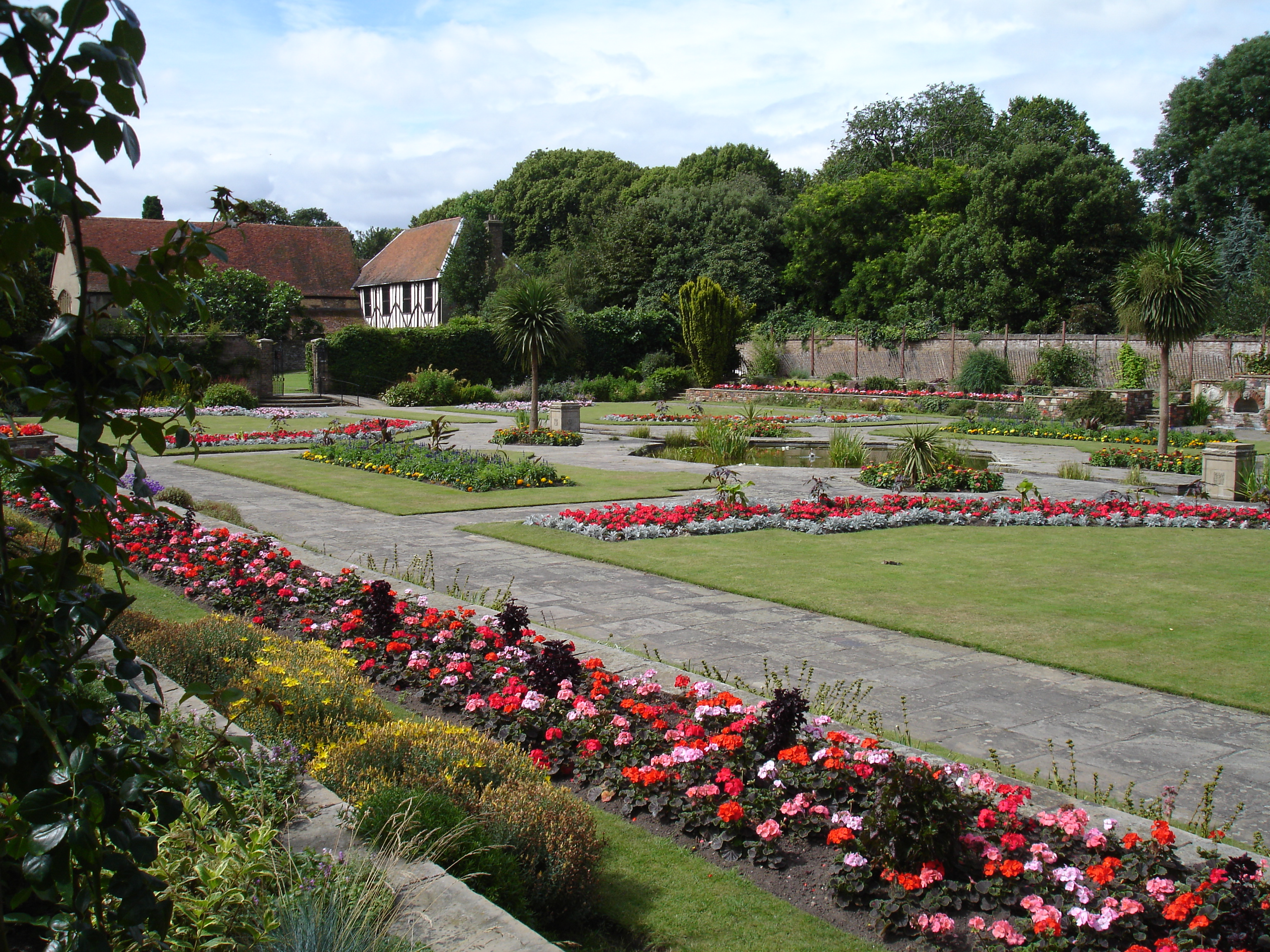
Priory Park Gardens, Prittlewell
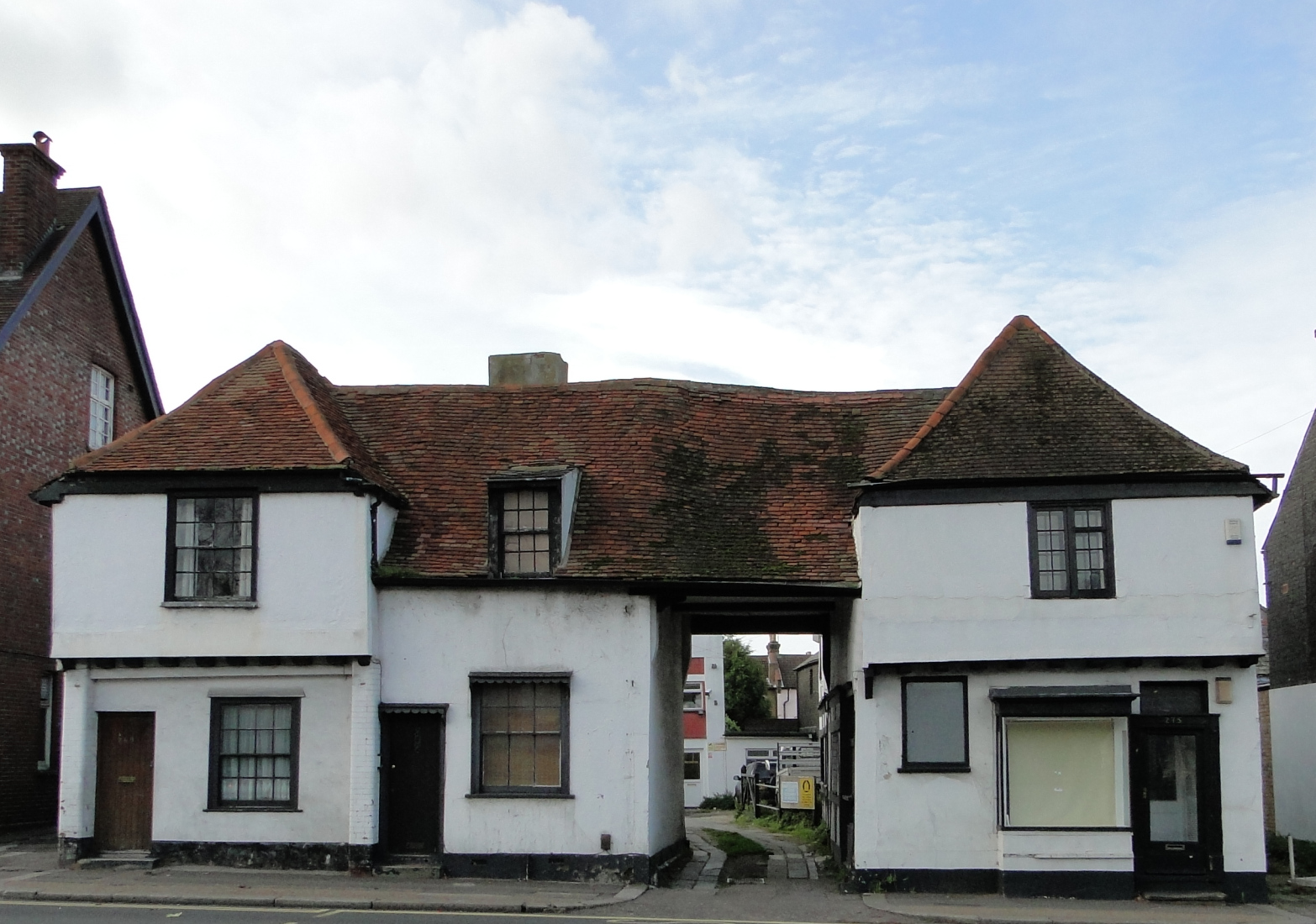
Casa emoldurada em madeira do século XVI com cartuxo central a oeste da igreja em Prittlewell